# Bico de Pato (Camarões)

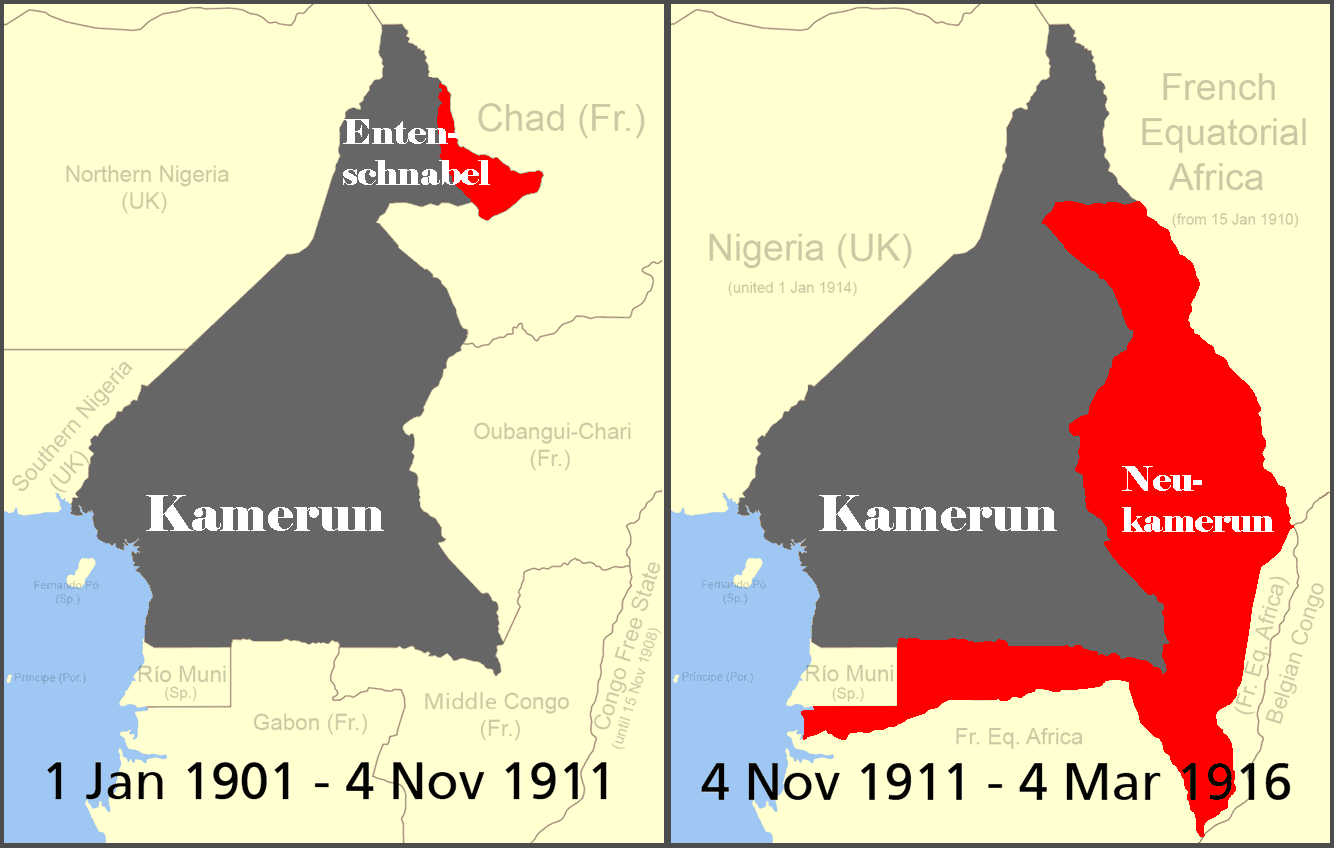
Bico de Pato (em vermelho no primeiro mapa) e Neukamerun (em vermelho no segundo mapa) entre 1901–1916

Bico de Pato (em francês:  Bec de Canard, em alemão:  Entenschnabel) foi um território no nordeste dos Camarões alemães disputado pelo império colonial alemão e pelo império colonial francês entre 1894 e 1911. Foi um exemplo do ajuste das fronteiras entre as potências coloniais da época.

## Histórico
Este território era povoado antes da era colonial pelos povos fulas e hauçás. No final do século XIX, o Império Alemão, que entrou tardiamente na corrida colonial, tomou posse da costa dos Camarões e organizou expedições ao norte e a leste da colônia, ampliando sua influência na região entre os rios Logone e Chari. O Bico de Pato foi formado no sul do território onde o Logone flui para o Chari e se alarga até o paralelo 10 N.
Finalmente, um tratado com a França em 15 de março de 1894 cede para o nordeste dos Camarões alemães esse território em forma de ponta, imediatamente chamado de "Bico de Pato", que marca a fronteira da África Central.
No momento da resolução da crise de Agadir, o Acordo Marrocos-Congo, de 4 de novembro de 1911, assinado em Berlim, atribuiu o Neukamerun à Alemanha, em troca do qual a França teve o reconhecimento do seu protetorado em Marrocos e ainda obteve da parte oriental do Bico de Pato, que integrou as suas possessões da África Equatorial.
Atualmente, o Bico de Pato é compartilhado entre Camarões e Chade.